# Alpaka (textilie)
Alpaka je textilní materiál definovaný v několika variantách:

## Druhy alpaky
- Hedvábnická tkanina – hustě tkané zboží střední hmotnosti s lesklým, jemně zrnitým povrchem. Osnova je z viskózových filamentů, útek z bavlněné nebo vlněné příze. Tkanina se používá na dámské šaty a pláště.
- Vlnařská tkanina – s lesklým, zrnitým povrchem. Osnova je ze skané bavlněné příze (obvykle černě zbarvené), útek z mohérové nebo lesklé vlněné příze. Tkanina se dříve často používala na zástěry a podšívku pánských obleků.[1]
- Vlna ze srsti  jihoamerických zvířat se zvláštní měkkostí, leskem a mírným zvlněním. Příze z alpaky má být 4x trvanlivější než stejný výrobek z ovčí vlny a má další vynikající vlastnosti (tepelná regulace, odolnost proti bakteriím). Cena příze na ruční pletení dosahuje 100-500 €/kg.[2]
- Pod názvem alpaka se dříve (asi do konce 20. století) vyráběly příze z polovlněných odpadů.[1]

## Galerie alpaky

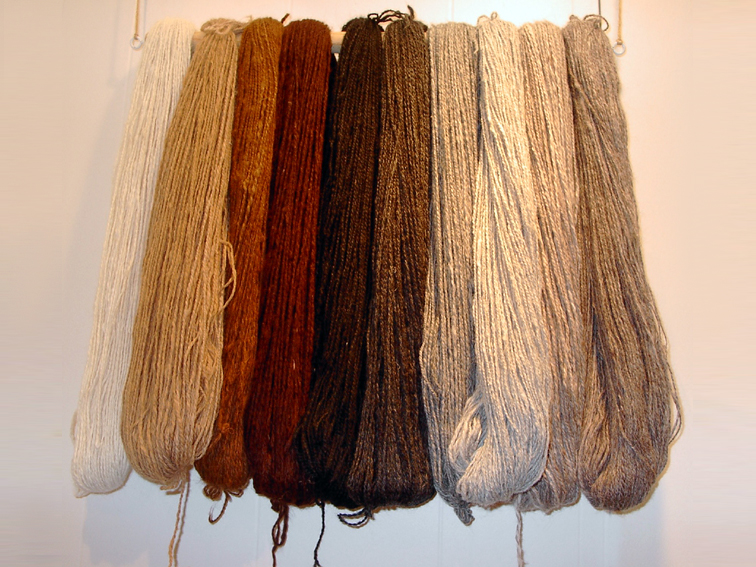
Přadena alpakové příze na ruční pletení
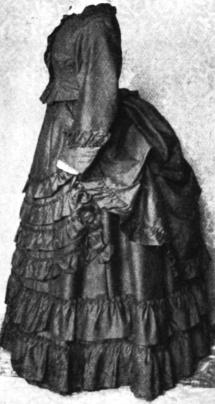
Šaty z hedvábné alpaky (Německo asi v roce 1870)
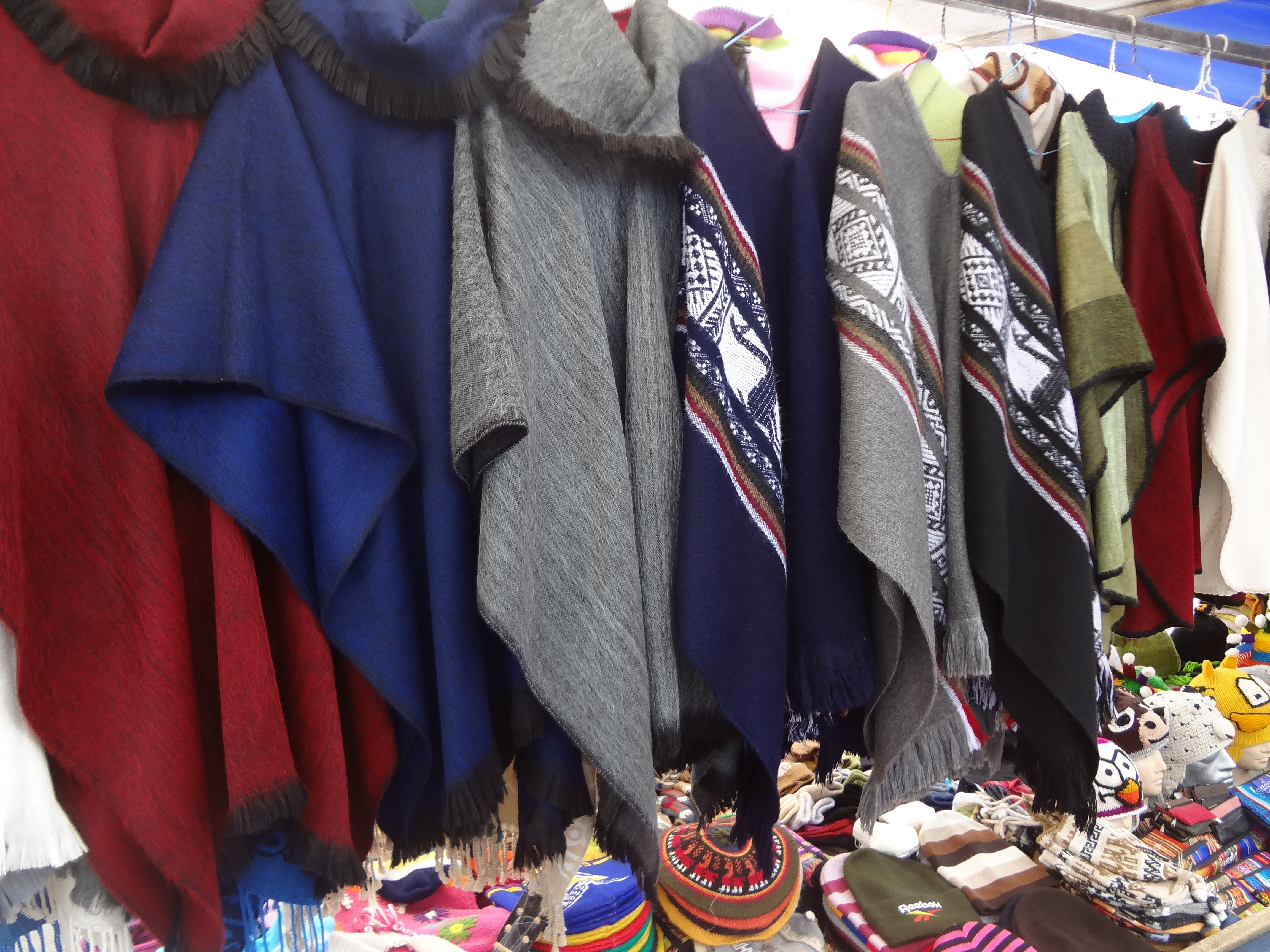
Tradiční přehozy z alpakové vlny (Ekvádor 2013)
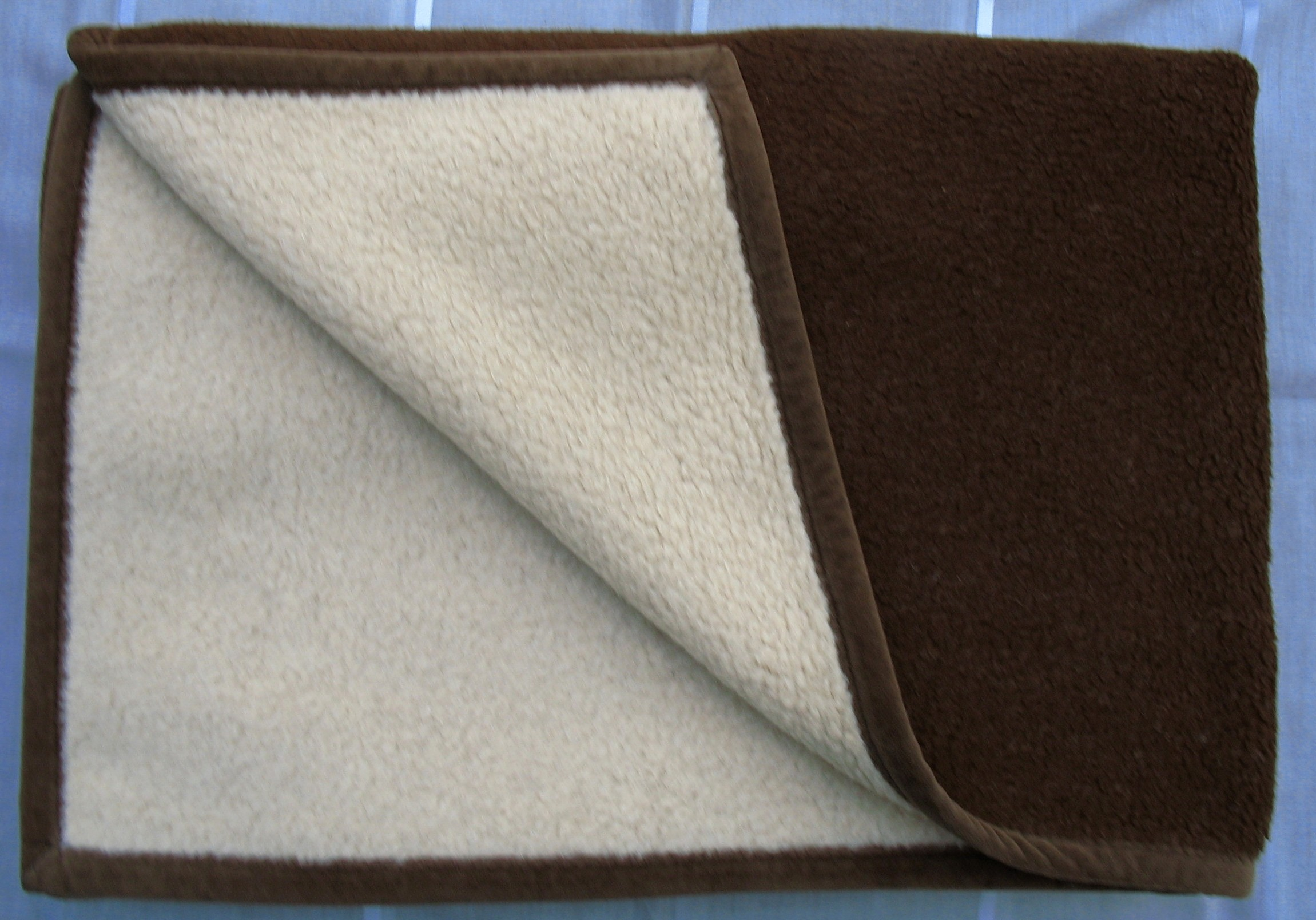
Deka ze 100% alpakové vlny (po 30letém používání)